# Караславов, Слав Христов
Слав Христов Караславов (27 марта 1932, с. Дебыр (ныне часть г. Первомай, Пловдивская область Болгария) — 31 марта 2002, София) — болгарский писатель, поэт, сценарист, драматург, журналист. Заслуженный деятель культуры НРБ (1974).

## Биография
Племянник Георгия Караславова (1904—1980), писателя, общественного деятеля, академика Болгарской АН.
В 1952 окончил гимназию. В течение семи лет работал в журналистике. Был редактор многотиражек в г. Исперих и Попово (1957—1958). Работал редактором в различных софийских издательствах «Народна младеж» (1959), «Септемврийче» (1960—1962), «Болгарский писатель» (1966), на Радио София (1962—1965).
Был главным редактором (1966—1968) и директором (1972—1979) издательства «Народна младеж» и директором издательства антифашистской коалиции Отечественный фронт, занимал ответственные посты в Комитете по делам печати, Комитете культуры, Союзе болгарских писателей. Был Главным секретарём Союза болгарских писателей (1972—1979).

## Творчество
Начинал как поэт. Первая публикация состоялась в 1954 году. Автор сборников поэзии, прозы, пьес. Опубликовал несколько сборников стихов («Эхо свирели», 1959; «На белом камне», 1961; «Жёсткая земля», 1962; «Снегопад», 1983, «Свадебное путешествие», 1985) и пьес («Когда рождается свет», 1964; «Братья из Солуни», 1968).
Выпустил сборник новелл «Приятельство со смертью» (1964), повести («Двое» (1966), «Деспот Слав» (1972)), путевые очерки.
Автор исторического романа «Хроника о Хаджи Димитре» (1968), тетралогии «И возвысились асеновцы» (1970—1976), «Житие Капитана деда Николы» (1971).
Наибольшую известность получили трилогия о Кирилле и Мефодии «Солунские братья» (1978—1979), книга «Низвергнутое величие» (1986), роман «Восставшие из пепла» (1976). Трилогия дважды издавалась в России (в 1982 и под названием «Кирилл и Мефодий» в 1987), переведена на многие языки мира, в том числе на русский, белорусский, украинский, французский, испанский, итальянский, немецкий, польский, румынский, чешский, словацкий и др. языки.

## Избранные произведения
Сборники поэзии
- «Ехо от кавалите» (1959),
- «На бял камък» (1961),
- «Корава пръст» (1962),
- «Сенките пътуват с нас» (1964),
- «Насаме със сина» (1965),
- «След време» (1966),
- «Приемете ме такъв» (1967),
- «Когато се роди момче» (1969),
- «И никога да не си отивам…» (1970),
- «Стихотворения» (1971),
- «Предсказания» (1972),
- «Поеми» (1973),
- «Гост на себе си» (1974),
- «Ракетен век» (1974),
- «Априлски пространства» (поэмы, 1976),
- «Полуостров» (1977),
- «Безводни реки» (1979),
- «Дуел» (1980),
- «Крепост от любов» (1987),
- «Под сянката на слънцето» (1989),
- «Години», «Време» (2002).

Проза
- «Приятел със смъртта» (новеллы, 1967),
- «Двамата» (новелла, 1966),
- «Късче мрамор от Акропола» (путевые заметки, в соавт., 1966),
- «Хроника за Хаджи Димитър» (роман, 1968),
- «И се възвисиха Асеневци» (историческая тетралогия):
  - «Деспот Слав» (1970),
  - «Залезът на Иванко» (1972),
  - «Когато Калоян премина Хем» (1974),
  - «И много пътеки изходих…» (1976);
- «Житие на капитан дядо Никола» (роман, 1971),
- «Оръжие за живите» (новеллы, 1974),
- «И името ти хубаво…» (рассказы, 1976),
- «Солунските братя» (историческая трилогия, 1978 −1979),
- «В дните на цар Ивайло, на хан Ногай, на Георги Тертер и Теодор Светослав» (1984),
- «Детрониране на величията» (1986),
- «Без корона сред хората» (1988),
- «И следователите грешат» (рассказы, 1989).

Пьесы
- «Братята от Солун» (1968),
- «Когато светлините се раждат».

Произведения для детей
- «Жълтият пират» (1964),
- «Приказка за житното зрънце и малкото момче» (1964),
- «Счупената луна» (1969),
- «Приказка за враната» и др.

Переведены на русский язык
- «Подвиг» (в сборнике «Песня», 1958)
- «Шестеро за одного» (рассказы, 1959)
- «Пять с половиной секунд» (в сборнике «Ничего особенного», 1959)
- «Георгиос» (в сборнике «Рассказы болгарских писателей», 1960)
- «Расколовшаяся луна» (стихи для детей, 1971)
- «Фракийские соловьи» (стихи, 1972)
- «Избранные стихотворения» (1972)
- «На шаг от смерти» (1973)
- «Имя твое прекрасное» (рассказы, 1976)
- «В обнимку со смертью» (в сборнике «Рассказы о подвиге», 1976)
- «О городе и его улицах» (в сборнике «На меридианах дружбы», 1977)
- «По следам тайны» (1978)
- «С папой на рыбалку» (Детская литература, 1978)
- «Солунские братья» («Кирилл и Мефодий»)
- «Земная песнь» (стихи, 1980)
- Караславов С. Хр. Восставшие из пепла : Роман / Авторизованный перевод с болгарского А. Иванова. Слово об авторах В. Фирсова. Послесловие, примечания Д. Полывянного. — М.: Художественная литература, 1985. — 368 с., ил.
  - Караславов С. Хр. Восставшие из пепла. — М.: Правда, 1990. — 368 с., ил.
- «Угрюмые глаза» (в сборнике «Под звездами Фракии», 1988)
- Караславов С. Хр. Низверженное величие / Пер. с болгарск. А. Косорукова, В. Викторова. — М.: Радуга, 1991. — 336 с., обл. — Тираж 15.000 экз.
- «Когда уходит любовь» (в журнале «Молодая гвардия»)